# Flore du Kouy-Tchéou
Flore du Kouy-Tchéou (abreviado Fl. Kouy-Tcheou) es un libro con ilustraciones y descripciones botánicas que fue escrito por el clérigo y botánico francés Augustin Hector Léveillé y publicado en Le Mans en el año 1914-1915 con el nombre de Flore du Kouy-Tchéou, Autographée en Partie par l'Auteur H. Léveillé.